# Wernigerode
Wernigerode (pronunciación alemana: [ˌvɛɐ̯nɪɡəˈʁoːdə]) es una ciudad situada en el distrito de Harz, en Sajonia-Anhalt, Alemania. Hasta el año 2007 fue la capital del Distrito de Wernigerode. Su población era de 35.041 habitantes en 2012.
Wernigerode está localizada al suroeste de Halberstadt, y tiene una situación pintoresca a orillas del río Holtemme, en la vertiente norte de las montañas del Harz. Wernigerode se encuentra en la Ruta alemana de arquitectura de entramados.

## Geografía

### Localización

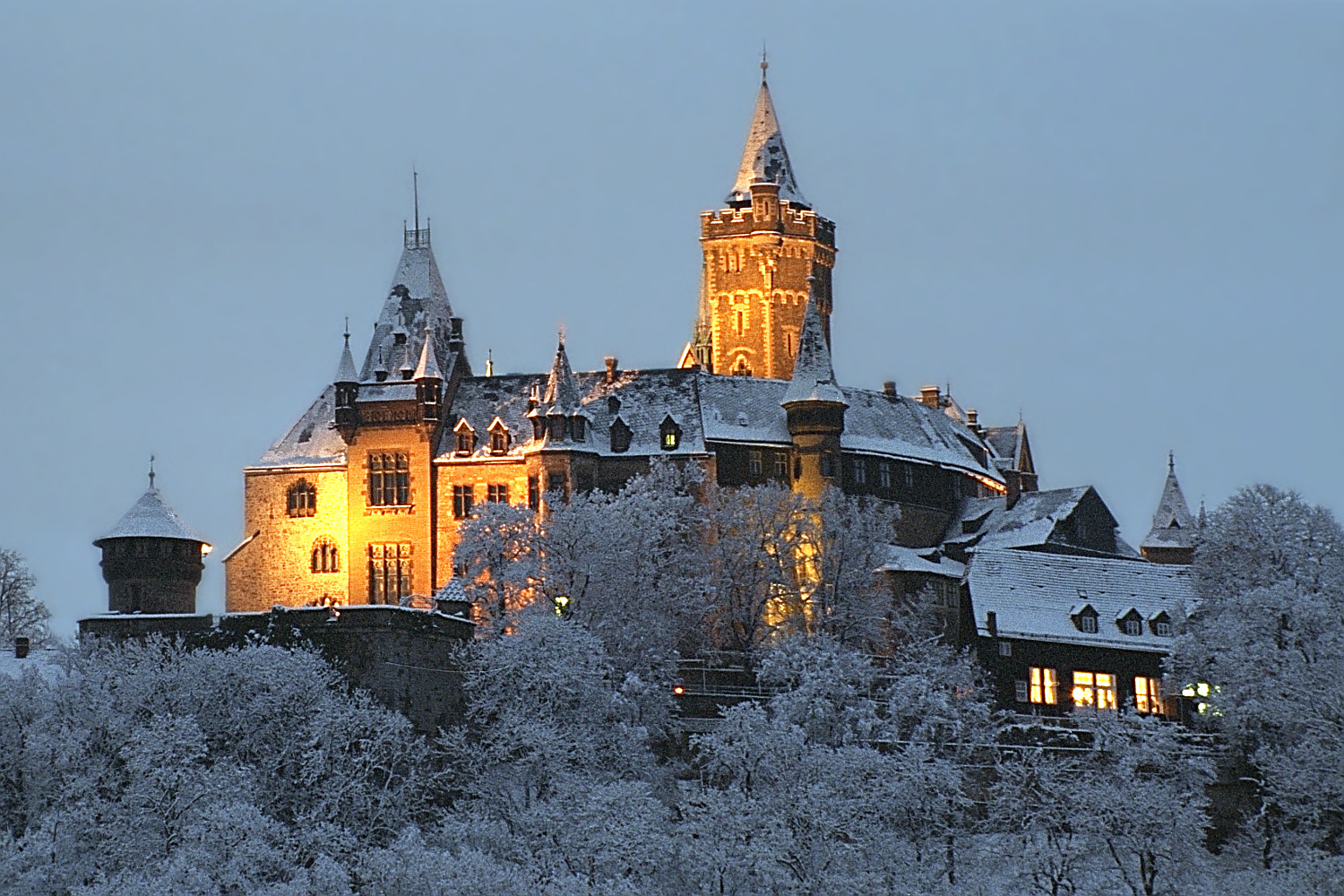
Castillo de Wernigerode.

La ciudad se encuentra en unos 250 metros sobre el nivel del mar, en el flanco noreste de las montañas del Harz, en la Alemania central, a los pies de su pico más elevado, el Brocken, en el cruce de las carreteras federales B6 y B244 y en la línea de ferrocarril de Halberstadt a Vienenburg, que une las ciudades de Halle (Sajonia-Anhalt) y Hannover.
El río Holtemme fluye a través de la ciudad, y no lejos de su puerta occidental se le une su afluente Zillierbach, que también se conoce como Flutrenne, cerca de su desembocadura. Al norte de la ciudad el Barrembach fluye a través de varios estanques y desemboca en el Holtemme en el pueblo de Minsleben. El centro de la ciudad está formado por el casco antiguo y el núcleo moderno (Altstadt y Neustadt). La ciudad también incluye Hasserode, Nöschenrode, los conjuntos residenciales de Stadtfeld, Burgbreite y Harzblick así como los pueblos de Benzingerode, Minsleben, Silstedt, Schierke y Reddeber.
Su término municipal tiene una longitud de 9,5 km de este a oeste y de 6 km de norte a sur. Su punto más alto es el Brocken, a 1.141 metros sobre el nivel del mar, y su nivel más bajo se encuentra en 215 metros.
La ciudad está situada en la carretera festiva que une Alemania y Holanda denominada Orange Route (Ámsterdam con el norte y centro de alemana).
El límite de la Falla del Harz cruza la ciudad y es la divisoria de aguas entre los ríos Weser y Elba. Al norte las precipitaciones fluyen hacia el Wesser, al sudeste, noreste y más allá las aguas fluyen hacia el río Elba. Esta línea de falla atraviesa el barrio de Hasserode en el oeste-suroeste del centro de la ciudad y forma el cerro del castillo, que se encuentra al suroeste de la ciudad.

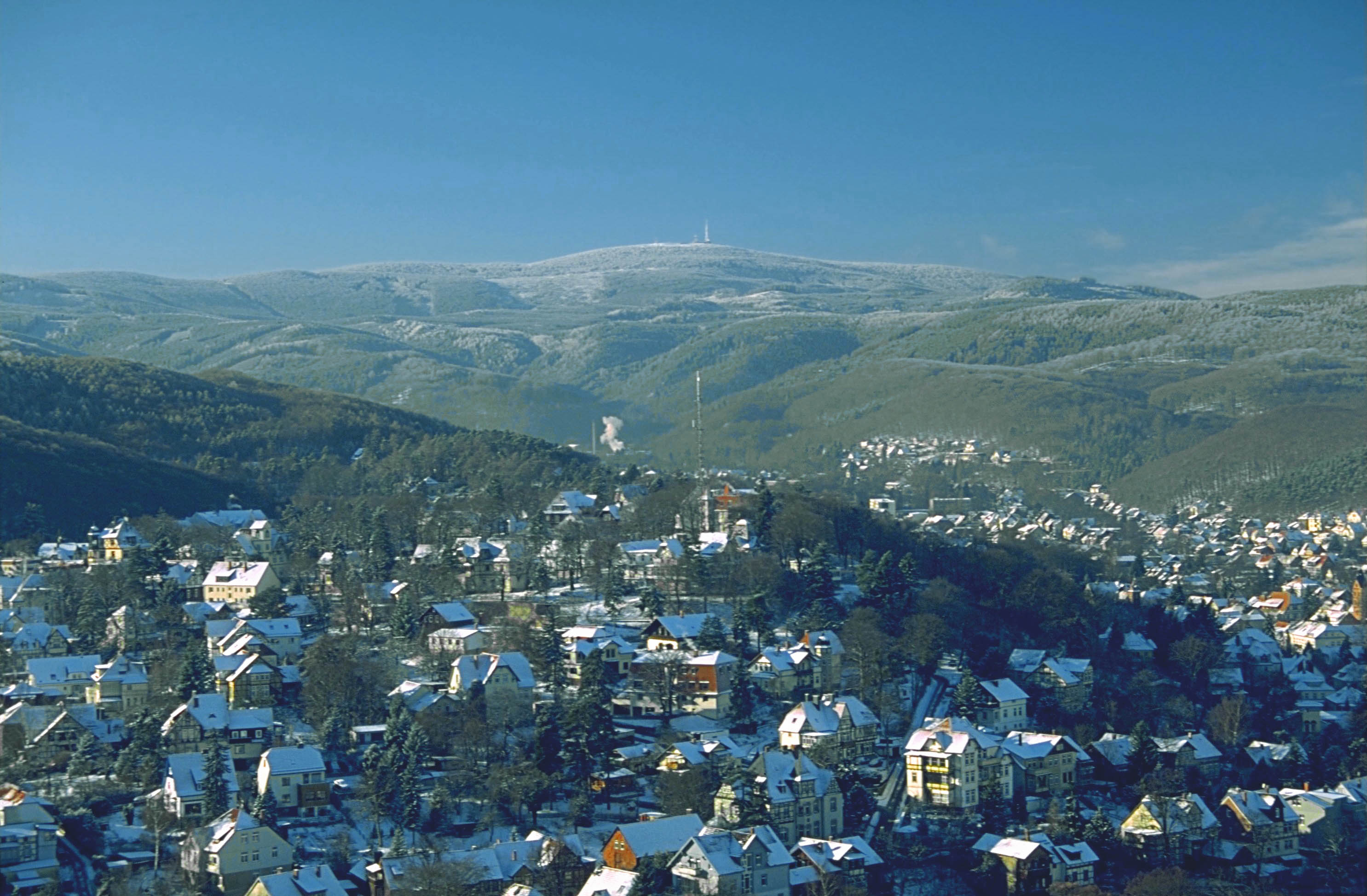
Wernigerode y el Brocken en invierno

### Divisiones municipales
El término municipal de Wernigerode se divide en la propia ciudad, incluyendo los pueblos de Hasserode y Nöschenrode incorporados antes de 1994 y cinco pueblos con sus propias juntas parroquiales que se integraron en 1994: Benzingerode, Minsleben, Reddeber, Schierke y Silstedt.

### Climatología

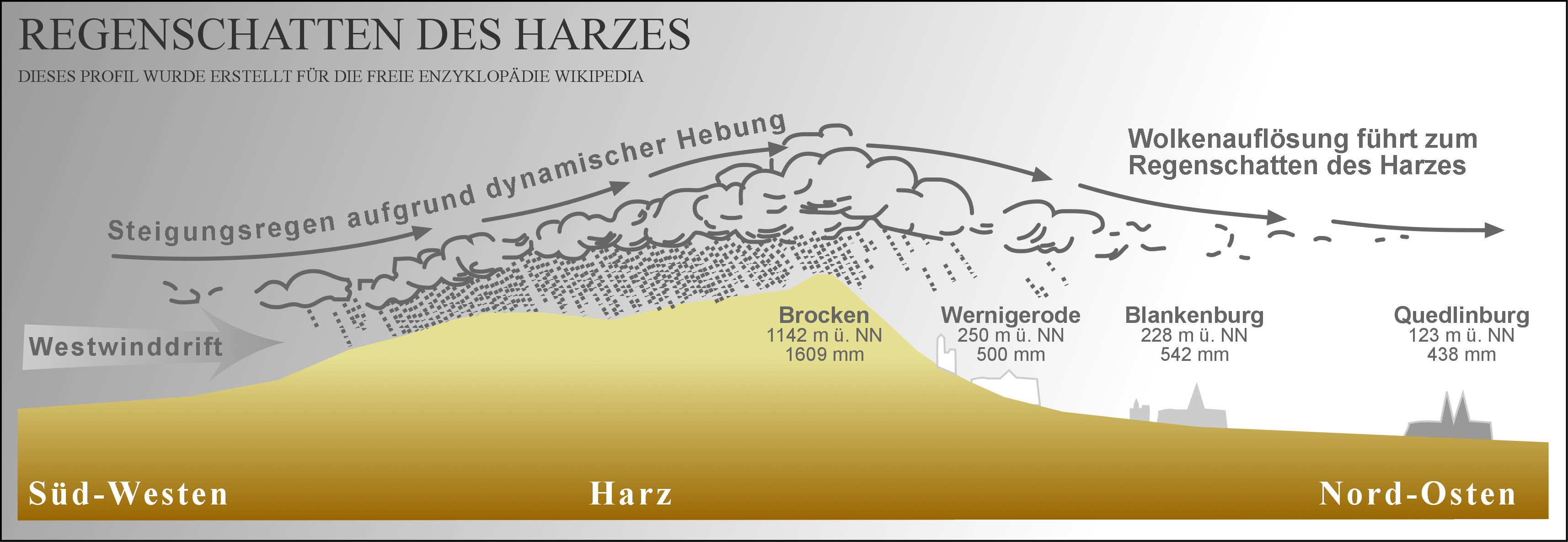
Wernigerode a la sombra de la lluvia del Harz

Wernigerode está localizado a la subzona de transición de Europa central de la zona de clima atemperado. Su temperatura mediana anual es de 9,5 °C; su precipitación mediana añal es de 500 milímetros.
Los meses más cálidos son julio y agosto, con temperaturas medianas de 16 a 18,3 °C y los más fríos son de diciembre a febrero con 1,1 a 2,1 °C.
La mayoría de la lluvia cae en julio, una media de 54 milímetres, cuando menos en febrero, con sólo 30 milímetros de media.
El clima, y más precisamente las cantidades de precipitación y temperaturas, se ven condicionadas por las precipitaciones orográficas causadas por las montañas del Harz. A causa de que la ciudad se encuentra a la sombra de la lluvia (junto a sotavento) del Harz, cae aquí menos precipitación que en regiones templadas similares sin la protección de una cordillera. Además el ocasional efecto Föhn produce vientos más cálidos que aumentan las temperaturas.
Wernigerode tiene una clase de carga de nieve de 3 de acuerdo con la norma industrial alemana, DIN 1055.

## Historia

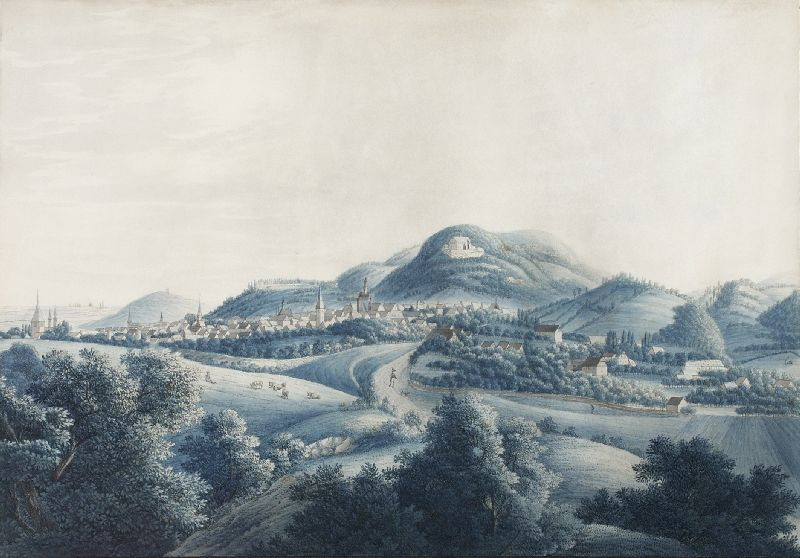
Friedrich Augusto Schmidt: Stadt Wernigerode vom Eisenberg, c. 1820 - Wernigerode alrededor de 1820,

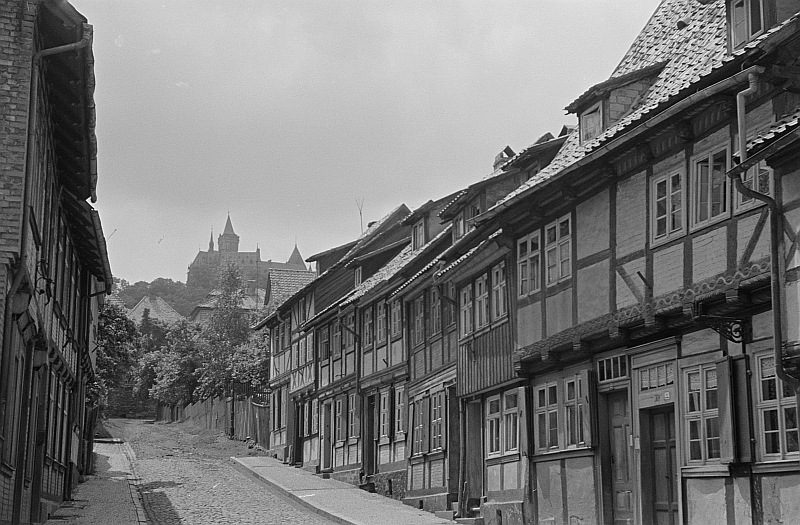
Wernigerode en 1951

Wernigerode fue la capital medieval del Condado de Wernigerode y de Stolberg-Wernigerode. En 1815, después de las Guerras Napoleónicas, se convirtió en parte de Prusia, Provincia de Sajonia. La cervecería Hasseröder fue fundada a Wernigerode en 1872.
Después de la Segunda Guerra Mundial, Wernigerode fue incluida en el nuevo estado Sajonia-Anhalt dentro de la Zona de ocupación soviética (relanzada en octubre de 1949 como República Democrática Alemana). Durando los años de comunismo la ciudad estuvo muy cerca de la frontera interior de Alemania. Wernigerode se convirtió en parte del Estado restaurado de Sajonia-Anhalt en 1990, después de la Reunificación alemana.

### Aparición de la ciudad
La ciudad fue mencionada por primera vez en los registros de 1121 en relación con el conde Adalberto de Haimar que se había mudado aquí desde la región cercana de Hildesheim y en adelante se tituló conde de Wernigerode. El 17 de abril de 1229 fue galardonada con la concesión de los Derechos de ciudad a lo largo de las líneas por Goslar. En el 2004 Wernigerode celebró el 775 aniversario de esta ocasión.
Como resultado de nuevos ciudadanos de los pueblos de los alrededores se hizo un nuevo asentamiento, más tarde llamado Neustadt, que se creó al lado de la parte noreste de la ciudad vieja. Fue un asentamiento agrícola que se encontraba fuera de las paredes de la ciudad vieja. La iglesia de San Juan de Wernigerode se construyó como la iglesia parroquial del barrio nuevo de Wernigerode en el último tercio del siglo XIII en estilo Románico.

### Alcaldes
- Runden, a propr de 1640
- Ludwig Gepel, 7 de enero de 1921 al 6 de enero de 1933
- Ulrich von Fresenius (1 de septiembre de 1888; muerto el 12 de noviembre de 1962), 10 de enero de 1933 al 20 de abril de 1945
- Max Otto (1889-1969), Partido socialdemócrata alemán, 20 de abril de 1945 hasta 1951
- Gustav Strahl, de 1951 hasta 1962
- Martin Kilian, Partido socialdemócrata alemán, 24 de octubre de 1962 hasta el 1990
- Herbert Teubner, Unión Demócrata Cristiana de Alemania, del 1990 al 1991
- Horst-Dieter Weyrauch, Unión Demócrata Cristiana de Alemania, del 1991 al 1994
- Ludwig Hoffmann, Partido socialdemócrata alemán, de 1994 al 31 de julio de 2008
- Peter Gaffert, independiente, desde el 1 de agosto de 2008

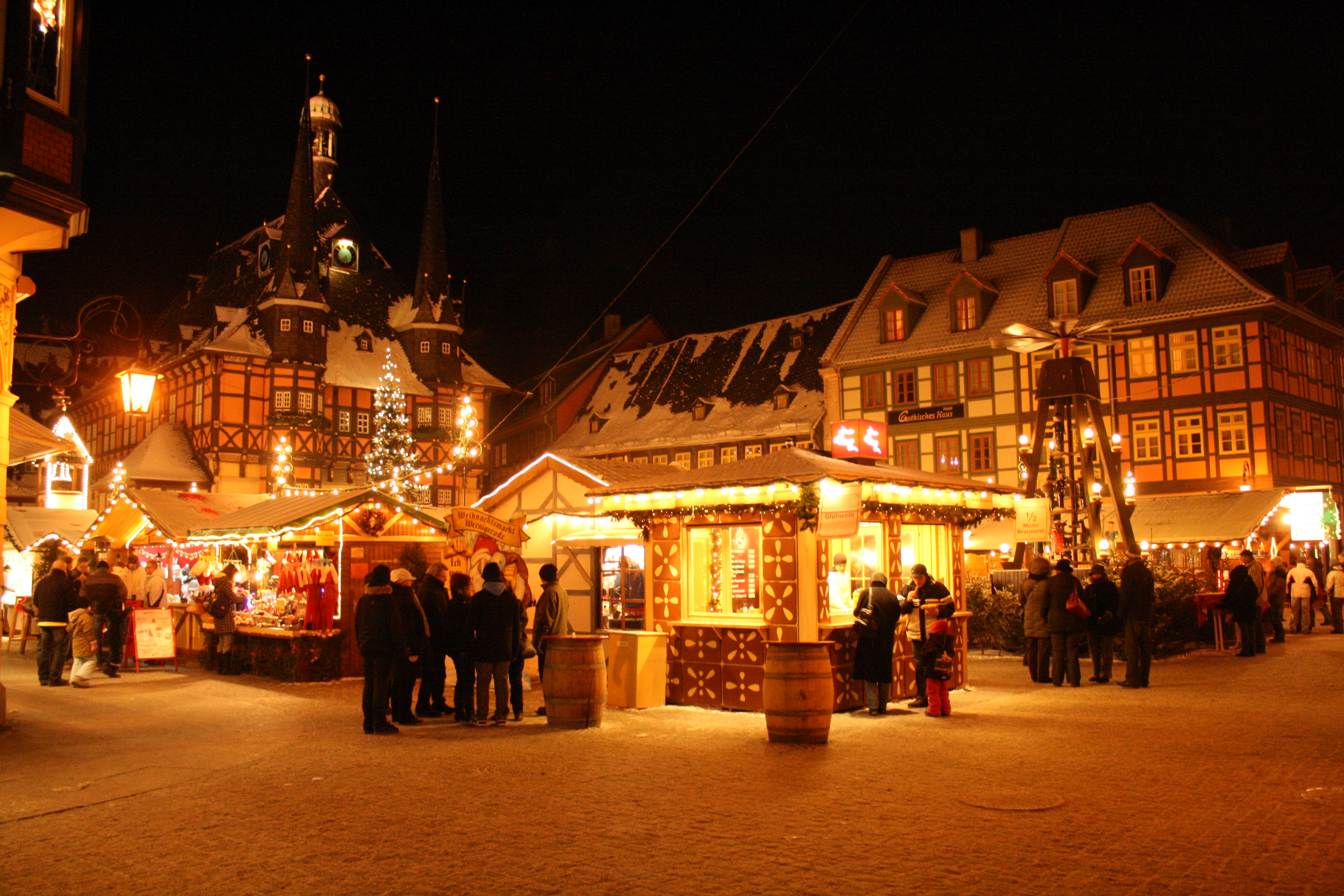
Ayuntamiento Wernigerode y el mercado navideño

### Estadísticas de población
| - 1595: 2.500 - 1806: 3.700 - 1845: 5.300 - 1869: 7.000 - 1886: 9.000 | - 1895: 10.662 - 1904: 12.000 - 1914: 18.000 - 1957: 33.353 - 1990: 37.000 | - 2006: 33.871 - 2007: 34.413 - 2008: 35.041 - 2009: 34.673 |

## Arquitectura

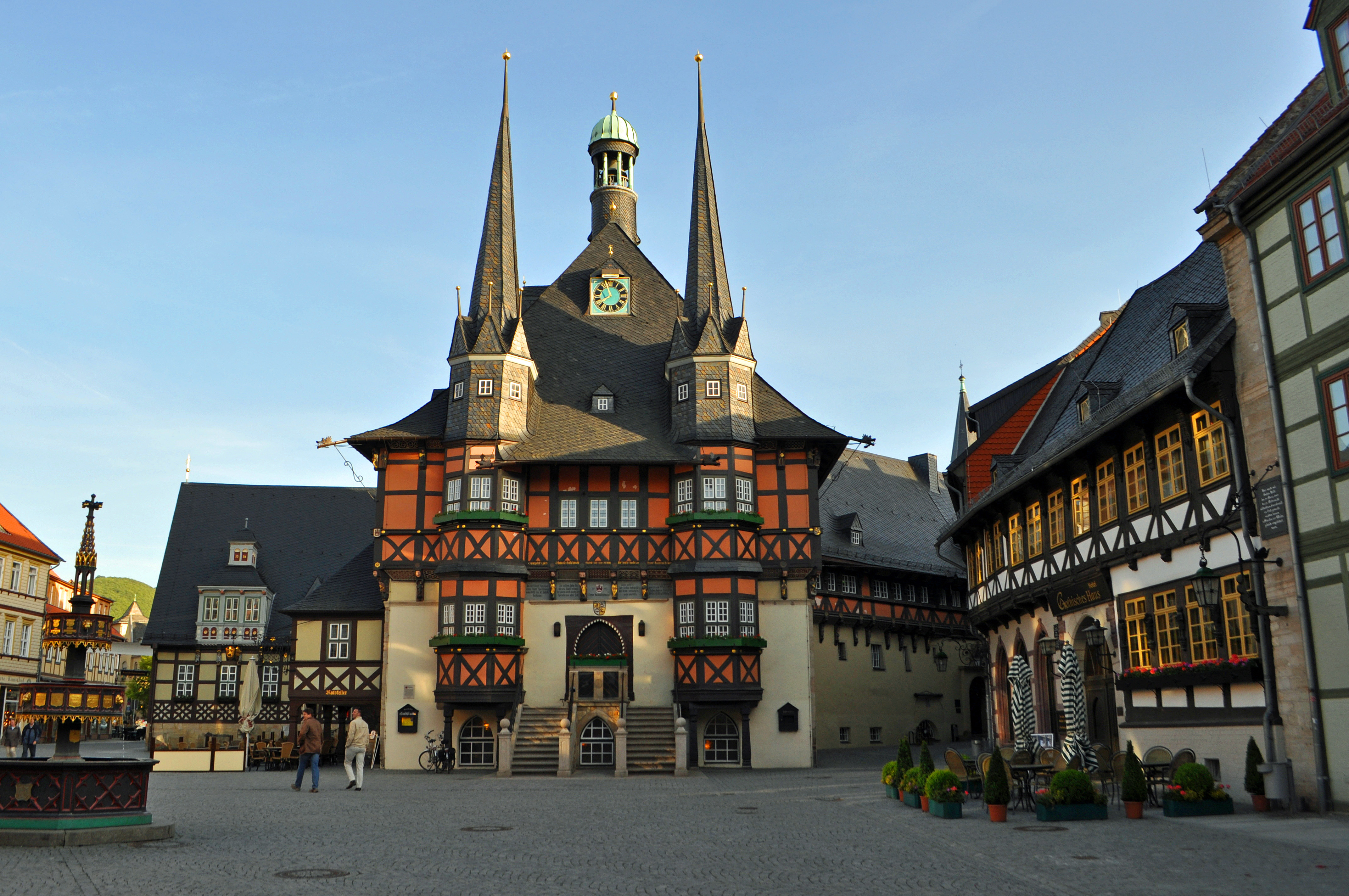
Ayuntamiento y plaza del Mercado

Wernigerode contiene varios y interesssant edificios de Arquitectura gótica, incluyendo un ayuntamiento muy estilizado con una fachada de madera procedente del año 1498. Algunas de las pintorescas casas antiguas elaboradas con tallas de madera han escapado de los numerosos incendios a lo largo de los años.[2] El gimnasio Gerhart-Hauptmann, ocupa un moderno edificio gótico, que es el sucesor de una escuela de gramática antigua que existía hacia 1825. El castillo (Schloß Wernigerode) de los príncipes de Stolberg-Wernigerode se eleva por encima de la ciudad.[2] El castillo original fue construido en el siglo XII, pero el actual data de entre 1862 y 1893 y fue construido por Karl Frühling e incluye partes del edificio medieval.

## Lugares de interés
- Ferrocarriles de vía estrechada del Harz -  un ferrocarril de vía métrica que enlaza Wernigerode con el Brocken (1141 m), la cumbre más alta de las montañas del Harz, y continúa hacia Nordhausen que se encuentra al sur de las montañas del Harz. La segunda cumbre más elevado (el Wurmberg de 971 m.) es accesible mediante un teleférico desde Braunlage que está conectado con Wernigerode por autobús. Wernigerode tiene numerosos museos, galerías, librerías, monumentos y parques.
- Armeleuteberg - cerro con la torre del Emperador y una fonda en el bosque.

## Cultura
Wernigerode es el hogar del coro Rundfunk-Jugendchor Wernigerode.

### Monumentos naturales
- Steinerne Renne y Kleine Renne, y cercano el pozo Wernigeröder Bürgerbrunnen
- Ottofels, una formación rocosa con amplias vistas sobre el Harz
- Mönchsbuche, un hayedo protegido en el camino del viejo monje

## Deportes
Wernigerode acoge el maratón del Brocken cada mes de octubre.
Wernigerode también tiene un club de fútbol americano, los Tigres de la Montaña, desde 1993. Durante los últimos 19 años, este equipo ha jugado en la Oberliga 4 y en la Regionalliga 3. Desde su creación, ha sido un pilar de Alemania para el fútbol americano en la región del Harz.

## Relaciones internacionales
Wernigerode tiene Hermanamiento con:
- Carpi, Emilia-Romaña, Italia, desde 1964
- Cisnădie, Rumania, desde 2002
- Neustadt an der Weinstraße, Alemania, desde 1998
- Hộy An, Vietnam, desde 2013

## Lugares externos
- Web municipal en francés
- Wikimedia Commons alberga una categoría multimedia sobre Wernigerode.

- Datos: Q15982
- Multimedia: Wernigerode / Q15982